# Edward Drollett
Edward Drollett (ur. 7 czerwca 1975 na Wyspach Cooka) – piłkarz z Wysp Cooka grający na pozycji pomocnika w tamtejszym Tupapa Rarotonga, były reprezentant Wysp Cooka.

## Kariera klubowa
W Tupapa Rarotonga Drollett gra od 1995 roku. W tym czasie z tą drużyną 7 razy został mistrzem Wysp Cooka oraz 5 razy puchar Wysp Cooka. W tej drużynie ma podstawowe miejsce w pierwszej jedenastce.

## Kariera reprezentacyjna
Drollett w reprezentacji Wysp Cooka zadebiutował w 1996 roku. Karierę reprezentacyjną zakończył w 2007 roku. Łącznie w reprezentacji Wysp Cooka rozegrał 6 meczów.